# Крупник, Семён Самойлович
Семён Самойлович Крупник (5 апреля 1928, Винница — 2 декабря 2008, Одесса) — советский и украинский актёр, народный артист Украины (1993). Одна из самых известных фигур театральной жизни Одессы 1960—1990-х годов.

## Биография
После окончания авиационного техникума учился на вечернем отделении Московского авиационно-технического института, не окончив которого поступил в театральное училище им. Б. В. Щукина. Одновременно работал на вертолётном заводе. После окончания училища в 1955 году поступил в Челябинский театр музыкальной драмы, с 1960 года — актёр Одесского театра музыкальной комедии и с 1990 года — актёр Одесского русского драматического театра им. Иванова.
С 1963 года снимался в кино. Записал альбомы с исполнением песен одесского городского фольклора, выступал с песенной программой на радио.
Через год после того как не стало Семёна Самойловича, на фасаде его дома, по адресу Соборная площадь, 10 — именно здесь знаменитый артист прожил большую часть жизни в Одессе — был установлен барельеф. Деньги на него собрали друзья и почитатели таланта артиста. Для этого был организован общественный комитет, который возглавила Анна Семёновна Чернобродская.
Похоронен в Одессе на Таировском кладбище.

## Роли в спектаклях

### Одесский театр музыкальной комедии(1960—1989)
- 1961 — «Черноморский огонёк» Ю. В. Знатокова — Потихонченко
- 1962 — «Сильва» И. Кальмана — князь Воляпюк
- 1964 — «На рассвете» О. А. Сандлера — консул Энно
- 1968 — «Весёлая вдова» Ф. Легара — Негош
- 1970 — «У родного причала» В. П. Соловьёва-Седого — боцман Обертуцкий
- 1970 — «Человек из Ламанчи» М. Ли — Дон Кихот
- 1979 — «Старые дома» («Всё начинается с любви») О. Фельцмана — Захар Алексеевич

### Шоу-театр «Ришелье» (1989—1996)
- «Тихо! Ша! Мы едем в США!» (1989) Г. Голубенко
- «Иванов и Рабинович»
- «Королева Молдаванки» Г. Голубенко
- «Кабаре Бени Крика» Г. Голубенко — Иисус Христос
- «Таланты и полковники» Г. Голубенко

### Одесский русский драматический театр(1996—2008)
- «Гамлет» В. Шекспира — 1-й Актёр
- «Мачеха» О. де Бальзака — генерал де Граншан
- «Аккомпаниатор» А. Галина — Изольд Кукин
- «Степан Разин» В. Шукшина — Митрополит
- «Чайка» А. П. Чехова — Сорин
- «Вишнёвый сад» А. П. Чехова — Фирс

## Фильмография
1. 1963 — Мечте навстречу — Сантос Рэм, журналист
2. 1965 — Эскадра уходит на запад — Фуке, матрос
3. 1967 — Тихая Одесса — Фалин
4. 1969 — Если есть паруса — Илья Семёнович, начальник снабжения
5. 1969 — Опасные гастроли — Али-Баба аравийский
6. 1971 — Море нашей надежды — работник пароходства
7. 1971 — Факир на час — Кулик-Куликовский, конферансье
8. 1974 — Прощайте, фараоны! — продавец
9. 1974 — Здравствуйте, доктор! — друг Александра
10. 1976 — Город с утра до полуночи — отец у роддома
11. 1977 — Волшебный голос Джельсомино — продавец
12. 1978 — Где ты был, Одиссей? — бармен
13. 1979 — В одно прекрасное детство — оператор
14. 1980 — Вторжение — фотограф
15. 1980 — Депутатский час — строитель
16. 1981 — Берегите женщин — Николай Николаевич, отец Любы
17. 1981 — Долгий путь в лабиринте — дед с внуком в поезде
18. 1981 — О тебе — доктор
19. 1982 — Свадебный подарок — фотограф (озвучил Сергей Юрский)
20. 1982 — Поросячья этика
21. 1982 — Трест, который лопнул — дворецкий мэра
22. 1983 — Среди тысячи дорог — актёр театра музкомедии
23. 1985 — Искушение Дон-Жуана — Соломон
24. 1989 — А был ли Каротин? — портье (озвучил Юрий Саранцев)
25. 1989 — Дежа вю — профессор психиатрии
26. 1990 — Внимание: Ведьмы! — врач-психиатр
27. 1991 — Блуждающие звёзды — зритель
28. 1996 — Возвращение «Броненосца» — эпизод
29. 2004 — Кредитка
30. 2009 — Мелодия для шарманки